# Der Verlassene
Der Verlassene ist der Titel einer Temperamalerei, der russischen Künstlerin Marianne von Werefkin. Das Werk, das 1907 datiert wird, gehört zum Bestand der Fondazione Marianne Werefkin in Ascona. Eine Vorzeichnung existiert im Archiv der Fondazione im Skizzenbuch Nr. c/2.

## Technik und Maße, Inventarnummer
Bei der der Darstellung handelt es sich um eine Temperamalerei mit Pastellkreide auf Karton, 23,6 × 20 cm, Inventar-Nr.: 0-0-6.

## Ikonografie
Die Darstellung zeigt die Halbfigur eines etwa 50-jährigen sitzenden Mannes vor kaum differenziertem, flachem Hintergrund. Er ist nahezu en face dargestellt. Nach rechts gebeugt hält er sich mit schlaffen Fingern und dem Daumen der linken Hand an der Lehne eines nicht besetzten, Thonet-ähnlichen Stuhls fest. Bekleidet ist er mit einem annähernd schwarzen Sakko, den er über einem bläulichen Hemd mit einem Vatermörder genannten, weißen Stehkragen trägt.
Es ist auffallend, dass die Kleidung in dem Gemälde nur unvollständig wiedergegeben ist. An der Jacke sind z. B. weder das Revers oder die Manschetten ausgearbeitet. Darüber hinaus fehlen diesen Accessoires, z. B. Knopflöcher, Knöpfe und Manschettenknöpfe.
Der rechte Arm scheint in der Gouache merkwürdig in der Luft zu schweben. Die Vorzeichnung in Ascona klärt hingegen darüber auf, dass dieser ab dem Ellenbogen mitsamt dem Unterarm auf der Oberfläche eines Tisches aufliegt. Die linke untere Partie der Gouache wurde demnach nicht zu Ende gemalt.
Das Haupthaar trägt der Sitzende an seiner linken Seite gescheitelt. Ein modischer Schnurrbart ziert seine Oberlippe. Die rechte, geballte Hand mit Fingern ist lediglich angedeutet. Der nach links geneigte Mann hat ein volles Gesicht. Seine Augen sind in einer Weise tiefliegend dargestellt, als habe er eine Brille mit großen runden Gläsern aufgesetzt.

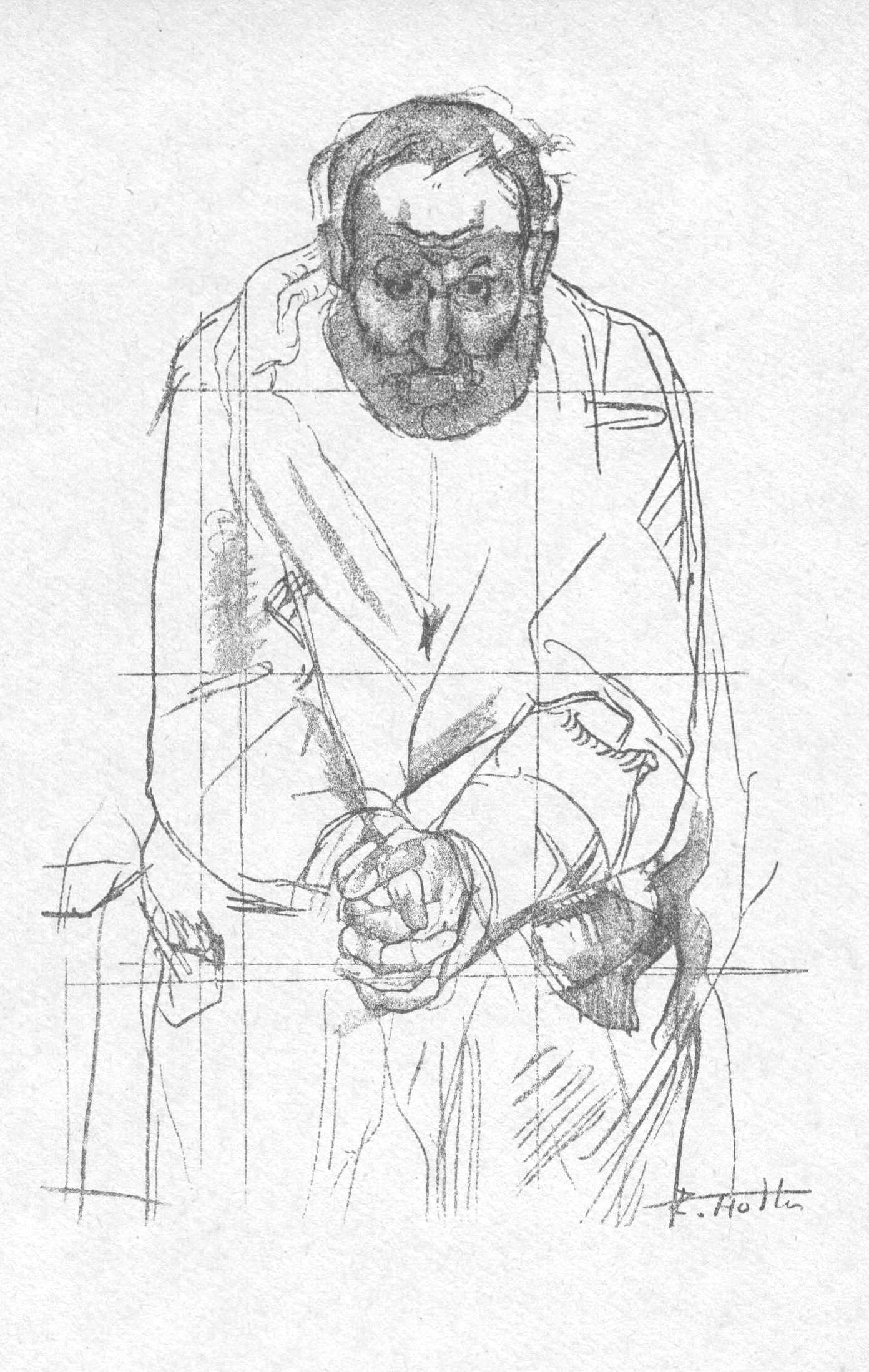
Ferdinand Hodler: Studie zu Die Enttäuschten, 1891

## Bildtitel
Werefkins Bildtitel Der Verlassene ergibt sich aus mehreren Einzelheiten der Darstellung von selbst. Die Gemütsstimmung des Mannes kann z. B. aus seiner Neigung und seinem Blick auf den verlassenen Stuhl abgelesen werden. Ebenso ist es möglich, seine nach unten gezogenen Mundwinkel als Symbol einer Enttäuschung oder Trauer zu interpretieren.
Eine Parallele zur Darstellung der Verlassenen ergibt sich zu der Studie Die Enttäuschten von Ferdinand Hodler, den Werefkin zusammen mit Alexej von Jawlensky 1907 aus Sausset-les-Pins in der Provence kommend, in Genf besuchte.